# Galtonia
Galtonia is een geslacht van uitgestorven plantenetende Pseudosuchia uit het Laat-Trias. Het is bekend van overblijfselen die zijn gevonden in de New Oxford-formatie van Pennsylvania, die voor het eerst werden benoemd in 1878 door Edward Drinker Cope.
De enige soort Galtonia gibbidens heette oorspronkelijk Thecodontosaurus gibbidens in 1878, wat dus de typesoort blijft, maar werd in 1994 door Hunt en Lucas naar een nieuw geslacht verplaatst. De geslachtsnaam eert Peter Malcom Galton, die begreep dat het geen lid van de Sauropodomorpha betrof. De soortaanduiding betekent 'gebochelde tand'. Het is gebaseerd op het lectotype AMNH 2339, een partij van drie premaxillaire tanden bij Emiggville in York County ontdekt door C.M. Wheatley. Dit specimen vormde eerst een syntype-reeks met de premaxillaire tand AMNH 2327. Er is ook een geslacht van bloemen met de naam Galtonia, wat voor nog meer verwarring zorgt. Overigens geldt tussen dieren en planten geen prioriteitsregel.
Galtonia werd, zodat het werd geïdentificeerd als zijn eigen geslacht los van Thecodontosaurus, aanvankelijk door Galton geclassificeerd als een ornithischiër, maar werd gezien als verwant aan Revueltosaurus, die achteraf een niet-dinosaurische archosauriër bleek te zijn. Irmis et al. (2006) hebben Galtonia zelfs toegewezen aan Revueltosaurus. Galtonia wordt nu dus gezien als een mogelijk synoniem van Revueltosaurus.
De ruim zes millimeter lange tanden zijn naar achteren gekromd en aan beide zijden bol, vandaar de soortaanduiding. De snijranden zijn gekarteld, wat lijkt op de toestand bij de Ornithischia en wijst op het scheuren van plantenmateriaal. Galtonia en verwanten moeten vroege archosaurische planteneters geweest zijn.